# Okres Aba

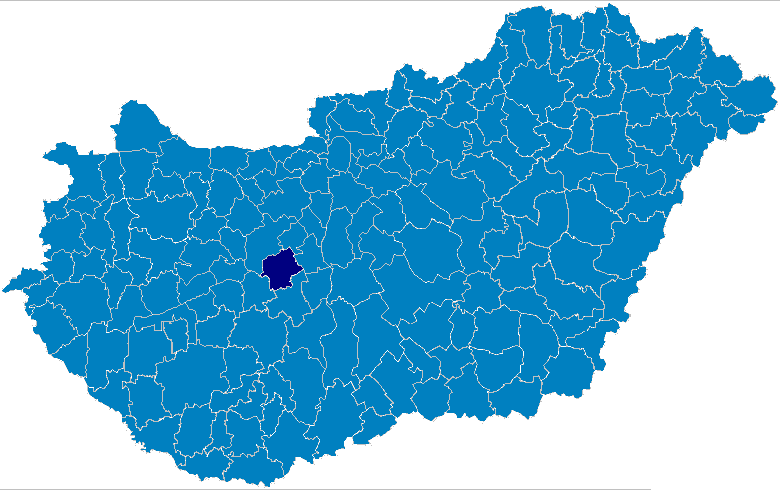
Poloha okresu Aba v Maďarsku

Okres Aba (maďarsky Abai kistérség) je bývalý okres v Maďarsku v župě Fejér. Jeho správním střediskem byl nagyközség (nyní město) Aba. V roce 2013 byl sloučen s okresem Székesfehérvár.

## Obce
Okres zahrnoval celkem 9 obcí. Nyní na jeho území žije celkem 22 758 obyvatel.
- Aba (4 426 obyvatel)
- Csősz (1 008 obyvatel)
- Kalóz (2 370 obyvatel)
- Sárkeresztúr (2 555 obyvatel)
- Sárosd (3 199 obyvatel)
- Sárszentágota (1 358 obyvatel)
- Seregélyes (4 342 obyvatel)
- Soponya (1 824 obyvatel)
- Tác (1 676 obyvatel)